# Медаль за шляхетні вчинки (Данія)
Медаль за шляхетні вчинки (дан. Medaljen for Ædel Dåd) — данська медаль, яка присуджується за порятунок життя з великим ризиком для рятувальника та врятованих.

## Історія
Медаль за шляхетні вчинки була заснована 12 червня 1793 року королем Кристіаном VII за пропозицією Фінансової колегії. Нині ним керує Міністерство юстиції. Медаль вручається рідко, і у 2011 році було 8 живих нагороджених. 25 вересня 2015 року медаллю було нагороджено трьох жінок і чоловіка за героїчні вчинки під час аварії на фіорді Престе 11 лютого 2011 року.